# Бочковский, Леонард Юлианович
Леона́рд Юлиа́нович Бочко́вский (8 [20] июля 1895 — 26 января [8 февраля] 1918) — украинский общественный и политический деятель, член Украинской Центральной Рады, член ЦК Украинской партии социалистов-революционеров, член исполкома Полтавского совета рабочих и солдатских депутатов.

## Биография
Родился в с. Житники возле местечка Пятигоры (Таращанский уезд Киевской губернии, ныне — Тетиевского района Киевской обл.) в польской дворянской семье.
В июне 1913 года получает диплом об окончании Коммерческого училища Первого общества преподавателей в г. Умани с присвоением звания личного почётного гражданина и поступает в Киевский коммерческий институт. В Киеве вошел в среду католиков-украинцев, а в институте присоединился к Киевской группе украинских социалистов-революционеров (Николай Ковалевский, Лев Ковалёв, Савватий Березняк, Кузьма Корж и др.), по политическим взглядам тяготел к анархизму, увлекался космополитическими идеями и языком эсперанто.
В 1914 году арестован по делу российских эсеров, содержался до суда в Лукьяновской тюрьме, осужден на вечное поселение и сослан в Сибирь. В 1915—1917 годах проживал в южной части Енисейской губернии (с. Ширкино, Абан, Канск, Минусинск, Красноярск).
Вернувшись в 1917 году после Февральской революции на Украину, стал членом ЦК Украинской партии социалистов-революционеров и лидером Полтавской губернской организации УПСР, членом исполкома Полтавского совета рабочих и солдатских депутатов, с мая 1917 года входил в состав Украинской Центральной Рады от Полтавщины, в УЦР был избран в комиссию по её составу. В УПСР занимал крайне левые позиции, вместе с Андреем Заливчим, Львом Ковалёвым, Игнатом Михайличенко возглавлял т. н. «левобережцев», которые придерживались интернационалистских взглядов.
С лета 1917 года выступал за переход власти к советам, за солидаризацию УПСР с большевиками. В начале января 1918 г. после захвата Полтавы красными войсками русского левого эсера Михаила Муравьёва, возник острый конфликт между последним и Полтавским советом рабочих и солдатских депутатов, в котором главенствующее положение занимали именно «левобережцы». Под угрозой ареста и расстрела Бочковский покидает Полтаву и прибывает в Киев. Утром 26 января (8 февраля) 1918 года, в первый же день вступления большевистских войск Муравьёва в Киев, трёх членов УЦР, Леонарда Бочковского, Богдана-Александра Зарудного и Исака Пугача, арестовывают на квартире последнего и жестоко убивают в парке возле Мариинского дворца.

Киевская советская власть, штабы революционных войск, отдельные лица из большевистских лидеров — все они решительно заявляют, что никто не давал приказ о расстреле Зарудного и Бочковского. «Сами солдаты расстреляли». Против такого заявления нечего отрицать, потому что действительно «сами солдаты» расстреляли даже многих киевских большевиков. Правда, те, кто ссылается на «самих солдат», прекрасно знают, что кроме официальных приказов существуют ещё так называемые «негласные» распоряжение или… лишь «советы». Знают они также и то, что революционным советским и так называемым «революционным» войскам, захватившим Киев, был отдан приказ, а может, не приказ, а только «совет»: «украинских голов не жалеть».
Оригинальный текст (укр.)Київська радянська влада, штаби революційних військ, окремі особи з більшовицьких лідерів — усі вони рішуче заявляють, що ніхто не давав наказу про розстріл Зарудного і Бочковського. «Самі солдати розстріляли». Проти такої заяви годі заперечувати, бо дійсно «самі солдати» розстріляли навіть багатьох київських більшовиків. Щоправда, ті, хто посилається на «самих солдат», прекрасно знають, що окрім офіційних наказів існують ще так звані «негласні» розпорядження або… лише «поради». Знають вони також і те, що революційним радянським і так званим «революційним» військам, які взяли Київ, було віддано наказ, а може, не наказ, а лише «пораду»: «українських голів не шкодувати».
— Качинський В. Пам'яті Олександра Сергійовича Зарудного // Земля і воля. — (Харків). — 1918. — 23 (10) лютого. — № 251. (укр.)
Похоронен 2 (15) февраля на Байковом кладбище.

## Увековечение памяти
В честь Леонарда Бочковского в 1919—1938 годах Деловая улица в Киеве называлась улицей Бочковского.